# 王松年 (北朝)
王松年，太原郡晋阳县（今山西省太原市）人，出自太原王氏大房，王琼之孙，王遵业之子。

## 生怕
早年担任高澄主簿，后迁通直散骑常侍，跟随李緯出使南梁，返回后，任尚书郎中。北齐立国后，迁司马、别驾、本州大中正、给事黄门侍郎。
魏收完成《魏书》后，卢斐、李庶、王松年、卢潜都说《魏书》没有秉笔直书而争辩，《魏书》记载王慧龙“自称”太原人，又记载王琼不擅做事，卢同的传记被附带于卢玄的传记后，李庶的祖父李平是梁国蒙县人且家室贫贱，卢斐等人就是因此才表示争辩，他们对杨愔说：“魏收诬陷毁谤一个朝代，按罪该杀。”卢思道也说：“元魏国史的记载特别不客观。”卢斐和李庶等人与魏收当面互相诋毁污辱，无所不至。杨愔偏袒魏收，所以就报告齐文宣帝高洋，魏收也向齐文宣帝报告说：“臣得罪了强大的家族，将会被刺客暗杀。”齐文宣帝大怒，亲自责问卢斐和李庶，卢斐说：“臣的父亲卢同在元魏出仕，官至仪同，功业显著，名闻天下，与魏收不沾亲，魏收就不给他立传。博陵崔绰，官位仅仅是本郡的功曹，更没有什么事迹，却是魏收母家的亲属，就位于列传的首位。”齐文宣帝说：“崔绰有什么事迹，你给他立传？”魏收回答说：“崔绰虽然没有官爵，名声与道义值得赞许，司空高允曾经为崔绰作赞，称他有道德，臣所以知道。所以放在多人的传记中。”齐文宣帝说：“司空是个才士，为人作赞，自然应当称颂此人。就好比你为人作文章，说好话的难道都是事实？”魏收无以应答，恐惧起来。齐文宣帝看中魏收的文才，不想加罪与他。高德政因为自己家族的传记写的很好，就对齐文宣帝说：“国史定稿后，应当流传天下，人情怎么可能都考虑到？诽谤者应当定重罪，不然事情无法了结。”齐文宣帝因此将卢斐、李庶、王松年、卢潜、卢思道等人定罪诽谤史书，囚禁起来剃光头发鞭打二百下，发配到制造铠甲的作坊里，卢斐和李庶死在临漳县的监狱中
武成帝时，兼侍中，加散騎常侍，后兼任禦史中丞。之后因病去世。贈吏部尚書、并州刺史，諡曰平。

## 家庭

### 父母
- 王遵业，北魏仪同三司[6]
- 陇西李氏，李彦之女[6]

### 夫人
- 崔曜华，出自清河崔氏的清河大房，北魏仆射、文贞公崔休孙女，北齐散骑常侍崔仲文第二女[6]

### 子女
- 王劭[6]
- 王弘[6]
- 王澈[6]
- 王规[6]

## 延伸阅读
[在维基数据编辑]
 《北齊書/卷35》，出自李百药《北齊書》